# Тразимунд II (Сполето)
Тразимунд II (Thrasimund, Transamund II, Transemund, Thrasamund; † 745) е три пъти от 719/720 до 739 г., от 740 до 742 г. и от 744 до 745 г. херцог (dux) на лангобардското Херцогство Сполето.

## Биография
Той е син на херцог Фароалд II. Тразимунд II въстава против баща си през 719/720 г., превзема дуката и го изгонва в манастир.
Тразимунд II подарява църквата Sancti Gethulii във Фарфа. През 727 г. той се подчинява на крал Лиутпранд. През 737 или 738 г. Тразимунд II завладява замъка Галезе, сключва съюз с папа Григорий III и за голяма сума му го връща. Тразимунд II обещава на папата никога повече да не се бие против Рим. Годескалк (херцог на Беневенто след племенника на краля, херцог Григорий от Беневенто) се присъединява също към съюза.
Лиутпранд тръгва с войската си през 739 г. против Тразимунд и той бяга в Рим. През юни 739 г. Лиутпранд поставя Хилдерик като dux на Сполето. Лиутпранд отива в Рим и изисква от папата безуспешно да му предаде Тразимунд. До август Лиутпранд опустошава териториите около Рим. През декември 740 г. Тразимунд, подпомаган от войски от дукат Рим и Беневенто, се връща обратно в Сполето и убива Хилдерик. Завлдяните от Лиутпранд замъци обаче той отказва да върне обратно и така се прекратява съюзът му с Рим.
След смъртта на папа Григорий III през ноември 741 г. папа Захарий започва преговори с крал Лиутпранд за връщането на замъците и войските на римския дукат участват в подчиняването на Сполето. През 742 г. Лиутпранд, подпомаган от херцога на Фриули Ратчис и брат му Айзтулф, успява да свали отново Тразимунд и го изпраща в манастир. Лиутпранд поставя своя племенник Агипранд за dux (херцог) на Сполето. Годескалк, съюзникът на Тразимунд, е убит през 743 г. от беневентийците по време на неговото бягство. След смъртта на Лиутпранд през януари 744 г., по времето на крал Хилдепранд, Тразимунд изгонва или убива Агипранд.
През юни/юли 745 г. dux Луп по неизвестни причини става последник на Тразимунд.